# Bitwa pod Jastrzębną
Bitwa pod Jastrzębną – walki toczone 19 kwietnia 1863 roku pod Jastrzębną (obecnie Jastrzębna Pierwsza i Jastrzębna Druga) pomiędzy oddziałem Józefa Ramotowskiego „Wawra” a wojskami rosyjskimi w czasie powstania styczniowego.
Na początku kwietnia 1863 roku oddział Ramotowskiego przybył do Puszczy Augustowskiej w środkowej części guberni augustowskiej. Przez około trzy tygodnie oddział obozował w uroczysku Kozi Rynek, nie prowadząc walk, m.in. z powodu słabego wyposażenia w broń. Jednak na rozkaz Aleksandra Andruszkiewicza, naczelnika wojennego w Augustowskiem, oraz na wieść o wyprawie rosyjskiej z Sejn oddział opuścił kryjówkę, by podjąć walkę.
19 kwietnia oddział starł się z Rosjanami pod Jastrzębną. Siły Ramotowskiego, po przyłączeniu oddziału Andruszkiewicza, liczyły ok. 400 ludzi. Rosjanie dysponowali batalionem strzelców pieszych, szwadronem ułanów i jedną armatą (inne źródło podaje 3 roty piechoty i półszwadron ułanów) pod dowództwem płk. Pęcherzewskiego. Z powodu trudnych warunków terenowych Rosjanie nie byli w stanie użyć jazdy, zaś powstańcy kosynierów. Walka polegała głównie na dwugodzinnej wymianie ognia z broni palnej i skończyła się odstąpieniem Rosjan. Powstańcy stracili 2-3 zabitych, w tym dowódcę strzelców Górskiego i dowódcę kosynierów Iwaszkiewicza, oraz 2–5 rannych. Rosjanie stracili 14 żołnierzy i oficera.
Kolejne starcie, prawdopodobnie z tymi samymi siłami rosyjskimi, miało miejsce 23 kwietnia pod Balinką i Czarnym Brodem.
Mogiła 20 powstańców poległych w potyczkach pod Jastrzębną i Balinką oraz zmarłych w wyniku odniesionych ran znajduje się na cmentarzu parafialnym w Krasnymborze.